# 김우영 (1886년)
김우영(金雨英, 1886년 10월 23일 ~ 1958년 4월 16일)은 일제강점기의 관료로, 화가 나혜석의 남편이었다. 아호는 청구(靑邱)이다.

## 생애
경상남도 동래군 출신이며 일본의 교토 제국대학 법학부에 유학했다.
1916년 첫 부인과 사별했고, 당대의 신여성이자 미술학도로 도쿄 유학생이었던 나혜석과 만나 1920년 결혼했다. 김우영은 당시 교토제국대학을 졸업하고 귀국하여 변호사로 일하던 촉망받는 청년 지식인이었기에, 나혜석과의 연애와 결혼은 크게 화제를 뿌렸다.
1921년부터는 일본 외무성의 외교관으로 중국에서 근무하였는데, 임기를 마치고 나혜석과 함께 부부동반 세계 일주 여행을 한 사실도 널리 알려질만큼 화제였다. 그러나 2년 가까이 걸린 이 세계 일주 여행 중 일어난 최린과 나혜석의 염문설로 두 사람은 헤어지게 된다.
1918년 일본에서 귀국하여 변호사로 근무하면서부터 장덕수, 최린 등과 함께 차츰 자치론에 입각한 친일 노선을 걷기 시작했다. 본격적인 친일은 1930년대 들어 충청남도의 도 참여관과 산업부장으로 임명되었을 때부터로 볼 수 있다. 일제 강점기 말기인 1943년에는 조선총독부 중추원 참의로도 임명되었다.
2002년 발표된 친일파 708인 명단과 2008년 민족문제연구소에서 친일인명사전에 수록하기 위해 정리한 친일인명사전 수록예정자 명단, 2009년 친일반민족행위진상규명위원회가 발표한 친일반민족행위 705인 명단에 모두 선정되었다.
저서로 논설과 회고를 담은 《민족공동생활(民族共同生活)과 도의(道義)》(신생공론사, 1957)가 있다.
두 번째 부인인 나혜석과는 프랑스 파리에서 발생한 최린과의 불륜 사건을 이유로 1930년 이혼했으며, 두 사람 사이의 3남 1녀 중 막내 아들인 김건이 한국은행 제17대 총재를 지냈다.

## 같이 보기
- 나혜석
- 김병로
- 이광수
- 윤치호
- 나경석
- 박인덕
- 최린

## 참고 자료
- 정규웅 (2003년 12월 18일). 《나혜석 평전》. 서울: 랜덤하우스코리아. ISBN 9788957572283.
- 차범석, 불꽃 속에 타죽어 버린 한마리 불새 《월간미술》 (2000년 2월호)